# Константінос Макрідіс
Константі́нос Макрі́діс (грец. Κωνσταντίνος Μακρίδης; 13 січня 1982; Лімасол) — кіпрський футболіст, атакувальний півзахисник Аполлон (Лімасол) та національної збірної Кіпру. Крім ряду кіпрських клубів виступав за донецький «Металург».

## Кар'єра

### «Аполлон»
Макрідіс розпочав свою футбольну кар'єру у академії клубу «Аполлон» із Лімасолу і завдяки гарній грі, на його талант звернули увагу тренери і запросили до складу першої команди. Проте в складі першої команди йому закріпитися не вдалося, Макрідіс провів лише один матч, і керівництво клубу вирішило віддати Макрідіса в оренду до «Етнікос» із Ассії, щоб футболіст мав постійну ігрову практику. Граючи на правах оренди Макрідіс провів 22 матчі і відзначився 4 голами. В наступному сезоні повернувся до «Аполлона», яким керував Душан Митошевич, і став основним гравцем команди та провів 25 матчів. До команди прийшов новий тренер Іліе Думітреску, і під його керівництвом Макрідіс майже не мав ігрового часу на полі. Через деякий час Макрідіс вирішив залишити команду. Тренер запропонував перейти до Омонії, проте керівництво клубу відмовилось підписувати контракт із Макрідісом. У січні перед самим закриттям трансефрного вікна Макрідіс підписав контракт із АПОЕЛом

### АПОЕЛ
Перехід до АПОЕЛа виявився для Макрідіса успішним, він заявив про себе як один із найкращих гравців Кіпрської Ліги, а також став постійно викликатися до національної збірної Кіпру. В АПОЕЛі Макрідіс виступав на позиції атакувального півзахисника і за чотири роки проведені за клуб двічі виграв національну першість і двічі став володарем Кубка Кіпру. Також виступаючи за АПОЕЛ Макрідіс забив, ймовірно, свій найкращий гол у кар'єрі; це сталося 25 серпня 2005 року проти «Маккабі» із Тель-Авіва в рамках матчі Кубка УЄФА, коли Макрідіс отримав м'яч у центрі поля, пробіг до самих воріт, обігруючи на своєму шляху захисників, і зробив влучний удар повз голкіпера «Маккабі».

### «Металург» (Донецьк)
Після перемоги у фіналу Кубка Кіпру 2008 року, Макрідіс вирішив досягти успіхів за межами країни і підписав контракт із українським клубом із Донецька — «Металургом», перехід до якого йому порекомендував його друг та колишній одноклубник по АПОЕЛу Рікарду Фернандеш. У новій команді Макрідіс став одним із ключових гравців «Металурга», який фінішував у сезоні 2008–2009 Української Прем'єр-ліги четвертим, здобувши право грати у другому кваліфікаційному раунді новоствореної Ліги Європи. Донетчани разом з Константіносом дійшли до четвертого раунду, де в овертаймі поступилися віденській «Аустрії».

### «Омонія»
У вересні 2009 року керівництво «Металурга» підтвердило перехід гравця до клубу «Омонія» з Нікосії, з якою Макрідіс підписав чотирирічний контракт. В «Омонії» він зарекомендував себе як один з найкращих гравців клубу і він допомогти команді після семирічної перерви у 2010 році знову стати чемпіоном Кіпру, а також виграти суперкубок країни. У наступних двох сезонах «Омонія» за допомоги Макрідіса вигравала кубок Кіпру, а у сезоні 2011—12 він навіть був капітаном команди.

### Повернення в «Металург»
Влітку 2012 року Макрідіс повернувся до «Металурга», підписавши трирічний контракт з клубом. За команду дебютував в матчі суперкубка України 2012 року проти донецького «Шахтаря», який «металурги» програли з рахунком 0-2. З того часу Макрідіс став основним гравцем команди, відігравши за три сезони 67 матчів в чемпіонаті і забивши 3 голи.

### Повернення в АПОЕЛ
19 червня 2015 року на правах вільного агента підписав дворічний контракт з АПОЕЛем.

### Кар'єра в збірній
21 лютого 2004 року Константінос Макрідіс дебютував у національній збірній Кіпру в товариській грі проти збірної Казахстану (2-1), і з того часу є основним гравцем команди. Він зіграв по 90 хвилин у 4 матчах у кваліфікації до чемпіонат Європи 2008, а також такі матчі як перемога над Ірландією 5:2 і нічия із Німеччиною 1:1.

## Статистика
:Станом на 20 червня 2015 року
| Сезон   | Клуб               | Країна  | Ліга         | Матчі | Голи |
| ------- | ------------------ | ------- | ------------ | ----- | ---- |
| 2001—02 | Етнікос (Ассіа)    | Кіпр    | Дивізіон А   | 22    | 4    |
| 2002—03 | Аполлон (Лімасол)  | Кіпр    | Дивізіон А   | 25    | 1    |
| 2003—04 | Аполлон (Лімасол)  | Кіпр    | Дивізіон А   | 10    | 1    |
| 2003—04 | АПОЕЛ              | Кіпр    | Дивізіон А   | 3     | 1    |
| 2004—05 | АПОЕЛ              | Кіпр    | Дивізіон А   | 26    | 6    |
| 2005—06 | АПОЕЛ              | Кіпр    | Дивізіон А   | 24    | 4    |
| 2006—07 | АПОЕЛ              | Кіпр    | Дивізіон А   | 25    | 5    |
| 2007—08 | АПОЕЛ              | Кіпр    | Дивізіон А   | 29    | 13   |
| 2008—09 | Металург (Донецьк) | Україна | Прем'єр-ліга | 24    | 3    |
| 2009—10 | Металург (Донецьк) | Україна | Прем'єр-ліга | 5     | 0    |
| 2009—10 | «Омонія»           | Кіпр    | Дивізіон А   | 27    | 4    |
| 2010—11 | «Омонія»           | Кіпр    | Дивізіон А   | 29    | 1    |
| 2011—12 | «Омонія»           | Кіпр    | Дивізіон А   | 28    | 4    |
| 2012—13 | Металург (Донецьк) | Україна | Прем'єр-ліга | 24    | 0    |
| 2013—14 | Металург (Донецьк) | Україна | Прем'єр-ліга | 23    | 1    |
| 2013—14 | Металург (Донецьк) | Україна | Прем'єр-ліга | 20    | 2    |

## Нагороди та досягнення
- Чемпіон Кіпру (3):

АПОЕЛ: 2003-04, 2006-07
«Омонія»:  2009-10
- Володар Кубка Кіпру (6):

АПОЕЛ: 2005-06, 2007-08
«Омонія»: 2010-11, 2011-12
«Аполлон»: 2015-16, 2016-17
- Володар Суперкубка Кіпру (5):

АПОЕЛ: 2004, 2008
«Омонія»: 2010
«Аполлон»: 2016, 2017